# Fawzi Bashir
Fawzi Bashir Rajab Bait Doorbeen (Salalah, Omán, 6 de mayo de 1984) es un exfutbolista omaní. Jugaba de centrocampista y su último equipo fue el Dhofar Club de la Liga Profesional de Omán.

## Selección nacional
Fue internacional con la Selección de fútbol de Omán, jugó 151 partidos internacionales y anotó 30 goles.

### Participaciones Internacionales
| Torneo             | Sede                                    | Resultado    |
| ------------------ | --------------------------------------- | ------------ |
| Copa Asiática 2004 | China                                   | Primera fase |
| Copa Asiática 2007 | Indonesia, Malasia, Vietnam y Tailandia | Primera fase |

## Clubes
| Club               | País                   | Año       |
| ------------------ | ---------------------- | --------- |
| Al-Nasr            | Omán                   | 1998-2004 |
| Al-Ittifaq         | Arabia Saudita         | 2004-2005 |
| Al-Wakra           | Catar                  | 2005-2006 |
| Qadsia Sports Club | Kuwait                 | 2006-2007 |
| Al-Gharrafa        | Catar                  | 2007-2008 |
| Kazma SC           | Kuwait                 | 2008-2009 |
| Baniyas SC         | Emiratos Árabes Unidos | 2009-2012 |
| Al-Dhafra          | Emiratos Árabes Unidos | 2012-2013 |
| Ajman Club         | Emiratos Árabes Unidos | 2013      |
| Dhofar Club        | Omán                   | 2013-2014 |